# 4 タイムズスクエア
座標: 北緯40度45分21秒 西経73度59分09秒 / 北緯40.75583度 西経73.98583度
4 タイムズ・スクエア (4 Times Square) は、ニューヨーク市ミッドタウン・マンハッタンに建つ超高層ビルである。

## 概要
4 タイムズスクエアの住所はブロードウェイ1472号で、42丁目と43丁目の間のブロードウェイ沿いに位置する。42丁目の再開発の一環として2000年1月に完成した。このビルは48階建ての247 m (810 ft)で、アンテナを含めると最頂部は338 m (1,109 ft)となる。
主なテナントは法律事務所のen:Skadden, Arps, Slate, Meagher & Flomである。小売店鋪は、デュエイン・リード (en) とH&M（以前en:ESPNZoneが入っていた場所）が出店している。かつて雑誌社のコンデナスト・パブリケーションズの本社が入居していたことからコンデナスト・ビルディング (Condé Nast Building) の別名があったが、コンデナスト社は2014年に移転した。
このビルの所有者はen:Durst Organizationである。設計は、同じくタイムズスクエア再開発プロジェクトによるロイタービルも手がけたen:Fox & Fowleである。床面積は1,600,000平方フィート (150,000 m2)である。このビルは構想にほぼ10年を要し、ニューヨーク市はエコロジカルでサステイナブルなビルの設計に定評のあったFox & Fowle建築事務所をこのプロジェクトに指名した。

## NASDAQマーケットサイト
4 タイムズスクエアの北西の角には7階建ての円柱型の建物のNASDAQのマーケットサイトがある。その側面に設置された大型ディスプレイには相場や金融ニュースや広告が表示されている。一階にはテレビスタジオがあり壁はたくさんのモニターと弧状の窓が設置されている。

## グリーン・デザイン
4 タイムズスクエアは超高層ビルにおけるグリーン・デザイン建築の最も重要な例の一つである。環境フレンドリーなガス燃焼式吸収式冷凍機と高性能絶縁・遮光カーテンウォールのおかげで、このビルは一年のほとんどの期間は冷房や暖房を使う必要がないようになっている。このビルの空気供給システムはニューヨーク市の設けるビルの規制値より50%新鮮な空気を供給することができ、多くのリサイクル用シュート（ゴミを投げ入れる傾斜台）がビル全体に設置されている。またこのビルは太陽電池システムとピュアセル・燃料電池システム (en)を用いている。この規模での環境フレンドリーなビルの建設プロジェクトは前例がなく、このビルはアメリカ建築家協会 (AIA) とAIAニューヨークから表彰を受けた。

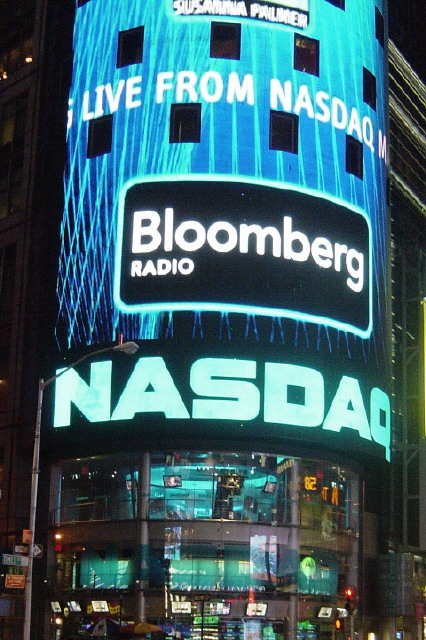
4 タイムズスクエアの下層部にあるNASDAQマーケットサイト

## アンテナ・マスト
2002年から2003年の間に、元あったアンテナ（en:Clear Channel Communicationsの4つのFM放送局の予備用無線アンテナ）が除去され新しい300 ft (91 m) のテレビ・ラジオ放送の予備用アンテナが設置された。このアンテナ機能の強化は2001年に破壊されたワールドトレードセンターの電波塔機能のエンパイアステートビルへの引き継いを円滑にするために行われた。このマストは三層構造でそれぞれVHF、UHFそしてFM用となっている。現在、8つのFM局がこのアンテナを予備用として使用しており、en:WBGO、en:WKCR-FMそしてWNYEの3局はメインの電波送信用アンテナとして使用している。また3つのTV局はこのマストを補助用に用いており、1局はメインで用いている。このアンテナシステム用マストは、メイン州レイモンド (en) のDielectric Communications、メイン州ブリットン (en) のShively Labs、そしてインディアナ州チャンドラー (en) のElectronics Research Inc., によって製造された。

## ポピュラーカルチャーにおける4 タイムズスクエア
- 「宇宙空母ギャラクティカ」では、このビルと同じデザインが作中の首都のスカイラインの中で使われている。
- 「グランド・セフト・オートIV」では、リバティーシティの中にこのビルが描かれている。
- 「en:The Accidental Husband」でも、メインの場所として登場する。
- 「True Crime: New York City」や「Prototype」にも、このビルが描かれている。
- 「プラダを着た悪魔」では、架空の雑誌社Runwayの所在地はこのビルとなっている。これは原作者のローレン・ワイズバーガーが、かつてこのビルに入居していたコンデナスト社において、『ヴォーグ』のチーフ・エディター、アナ・ウィンターの下でアシスタントをした経験に基づいている。